# Egor Mekhontsev
Egor Mekhontsev (en russe : Егор Леонидович Мехонцев) est un boxeur russe né le 14 novembre 1984 à Asbest.

## Carrière
Double champion d'Europe en 2008 à Liverpool et en 2010 à Moscou dans la catégorie poids lourds, sa carrière amateur est également marquée par un titre mondial à Milan en 2009 (poids lourds), un titre olympique aux Jeux de Londres en 2012 et une médaille de bronze à Bakou en 2011 (poids mi-lourds).

### Jeux olympiques
- Médaille d'or en -81 kg aux Jeux de 2012 à Londres, Angleterre

### Championnats du monde de boxe amateur
- Médaille de bronze en -81 kg en 2011 à Bakou, Azerbaïdjan
- Médaille d'or en -91 kg en 2009 à Milan, Italie

### Championnats d'Europe de boxe amateur
- Médaille d'or en -91 kg en 2010 à Moscou, Russie
- Médaille d'or en -91 kg en 2008 à Liverpool,  Angleterre